# Oribe-Keramik

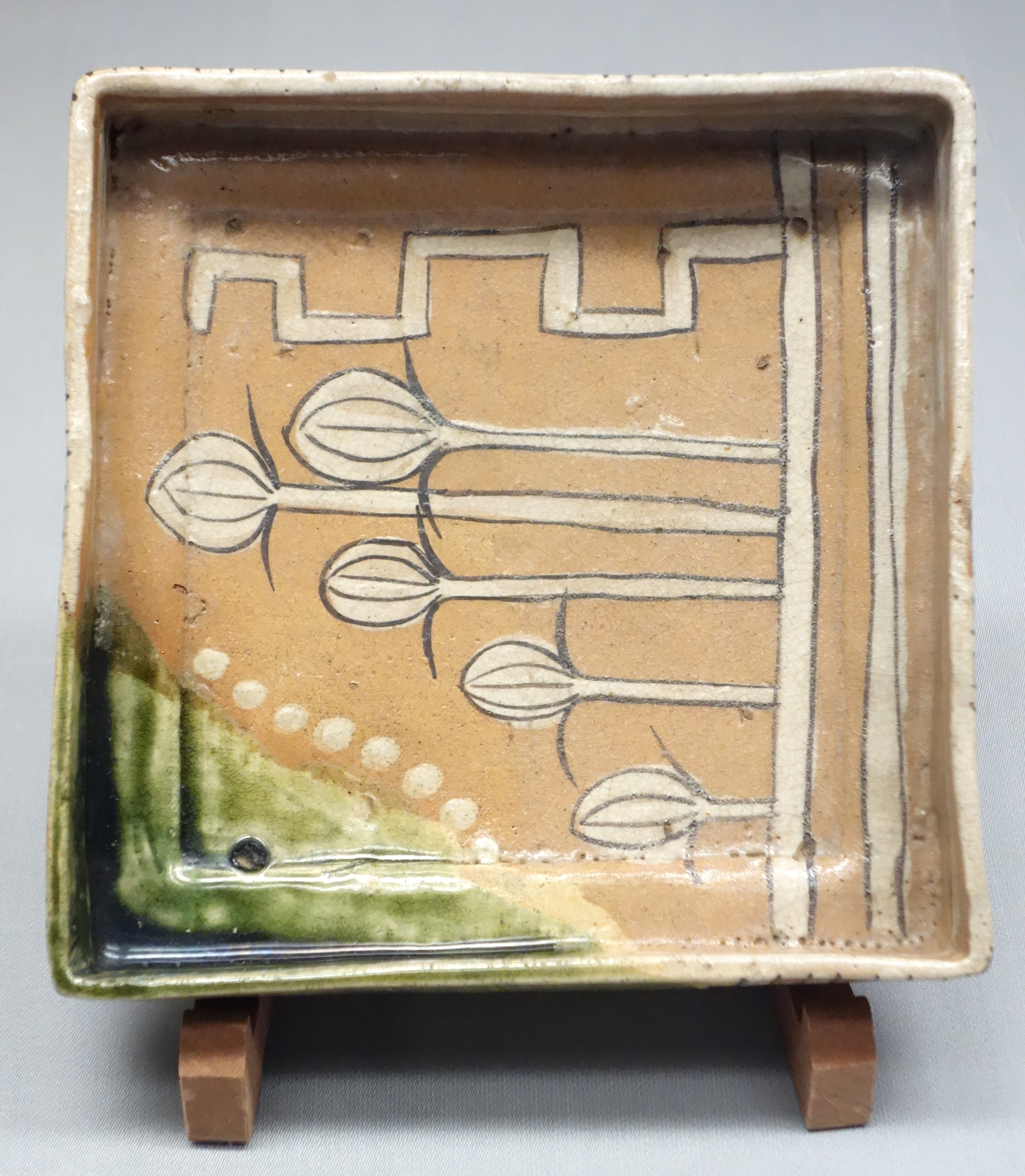
Quadratische Schale mit Füßen im Oribe-Stil (Nationalmuseum Tokio)

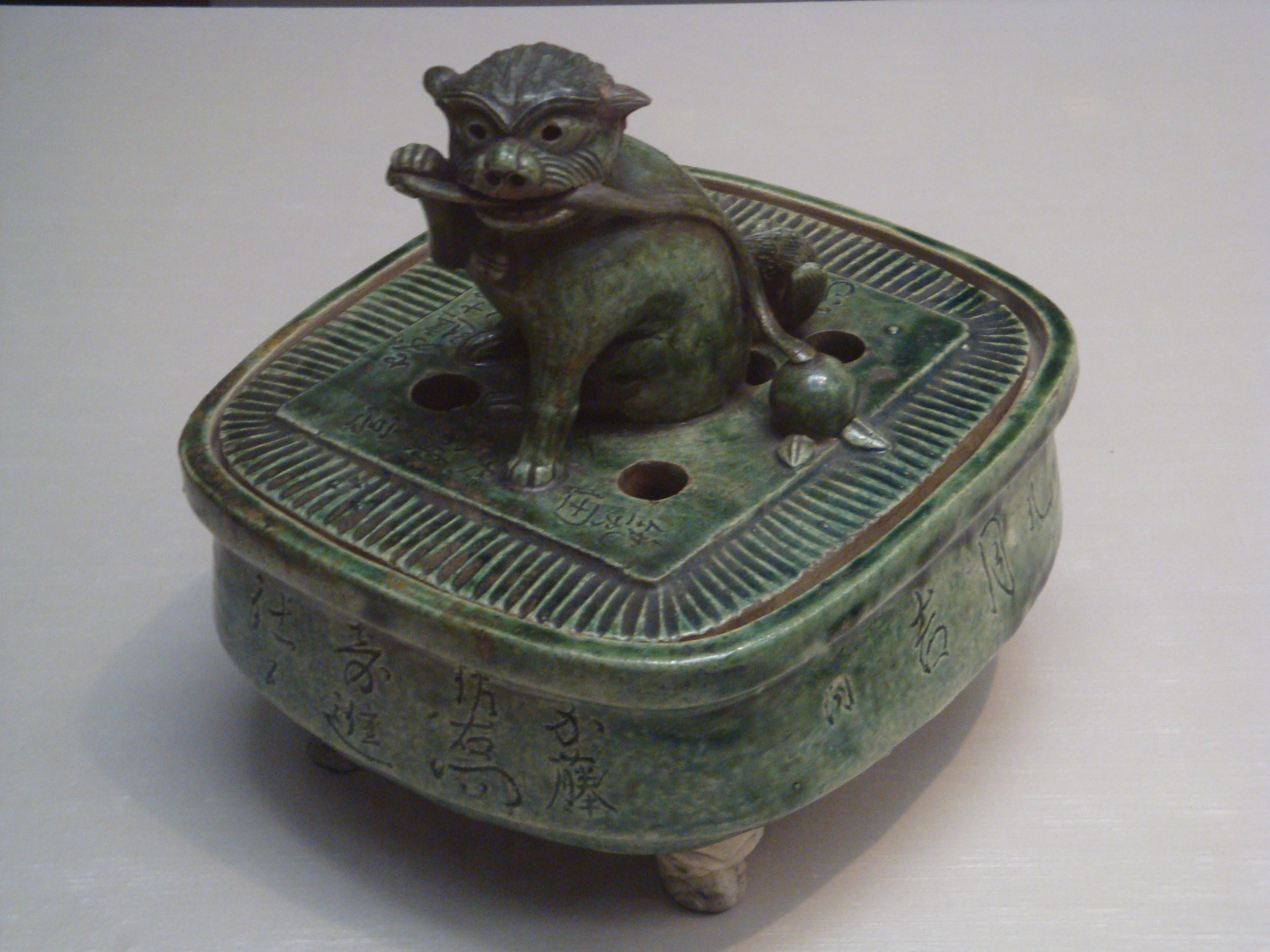
Räuchergefäß mit Knauf in Löwenform von 1612 (lt. Inschrift) (Nationalmuseum Tokio)

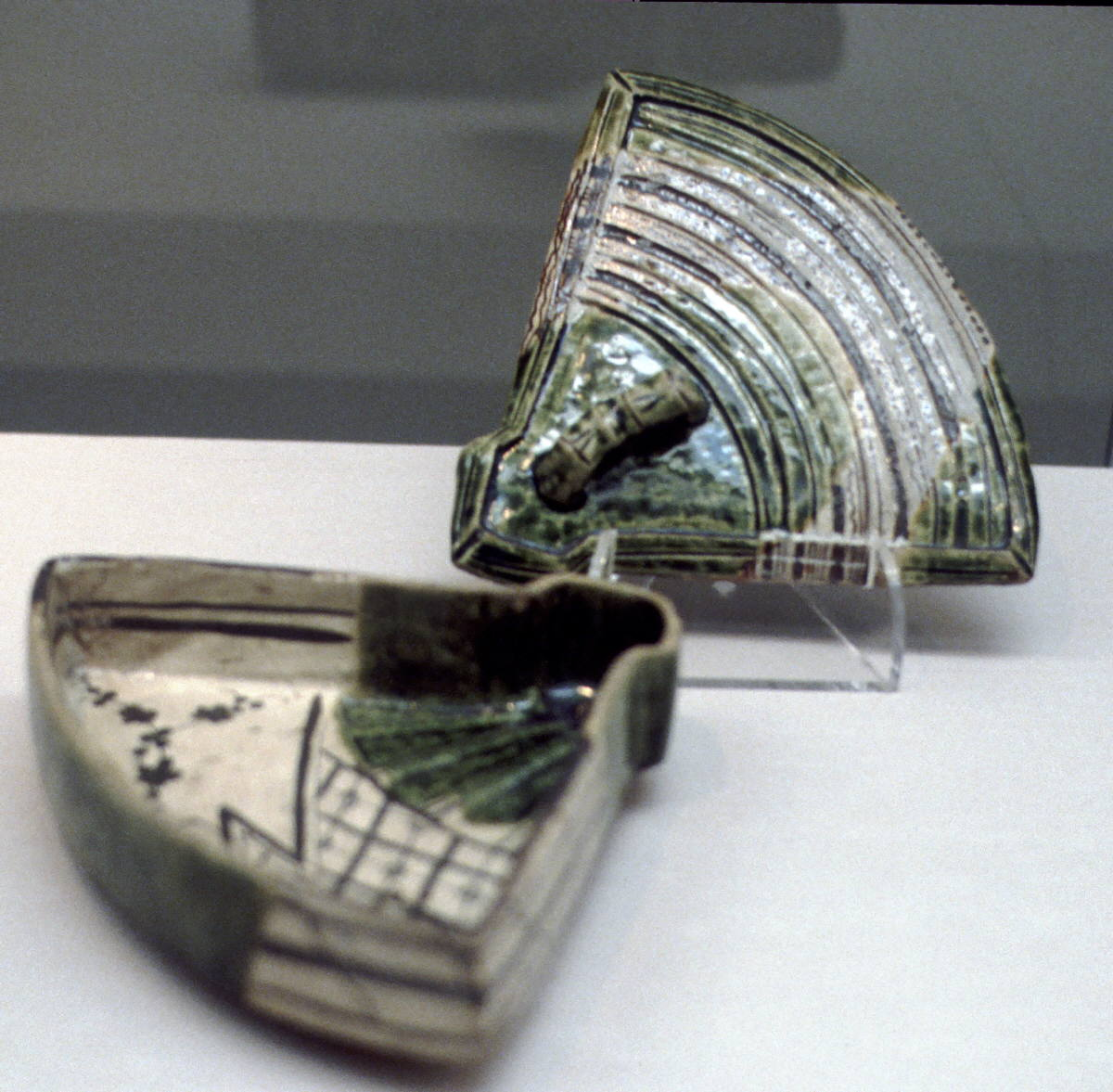
Essgeschirr (etwa 20 cm) aus Oribe-Keramik, 17. Jahrhundert (Nationalmuseum Tokio)

Die Oribe-Keramik (jap. 織部焼, Oribe-yaki) bezeichnet neben der früher entstandenen Shino-Keramik die zweite Hauptform der Mino-Keramik, die in der Präfektur Gifu (früher: Provinz Mino) seit der Azuchi-Momoyama-Zeit (seit etwa 1605) hergestellt wird. Das Zentrum der Produktion ist die Stadt Toki.

## Überblick
Die Bezeichnung leitet sich von Teekeramik ab, die auf den Meister der Teezeremonie Furuta Oribe (wirklicher Name: Furuta Shigenari, 1544–1615), einem Schüler von Sen no Rikyū zurückgeht. Bei diesem Stil wurde zum ersten Male durch japanische Töpfer auffallend farbige Glasuren auf den Steingutgefäßen angebracht. Dieses auffällige Design stand im Gegensatz bis zur dahin geltenden wabi-Ästhetik in der Teezeremonie. Man nimmt an, dass die Oribe-Keramik auf die während der Zeit des Namban-Handels aus Südchina importierte Cochin Keramik (交趾燒, jap. Kōchi-yaki, chin. Jiāozhǐ shāo) zurückgeht. Die Massenproduktion der Oribe-Keramik wurde durch Katō Kaganobu (加藤景延, ?–1632) eingeleitet, der nach dem Vorbild koreanischen Töpfern in Karatsu auf Kyūshū auch in Toki einen Mehrkammer-Hangofen mit 14 Kammern gebaut hatte.
In der Neuzeit sind von Furuta Oribe signierte Teeschalen in Schuhform (沓形茶碗, Kutsugata chawan) und, bei Ausgrabungen auf Oribes Grundstück in Kyōto eine Vielzahl von Oribe-Keramiken entdeckt worden, die den Einfluss Oribes auf die Entwicklung dieser Keramik belegen.

## Arten der Oribe-Keramik
Der Ton zur Herstellung des Steinguts im Stil der Oribe-Keramik hat einen geringen Eisengehalt und wird mit den Händen auf der Töpferscheibe geformt, danach mit oft sehr kühnen Pinselstrichen verziert und danach mit Glasur versehen. Die glänzende grüne Kupferglasur entsteht durch Oxidation der Bestandteile Feldspat, Kuopercarbonat und Reisstrohasche bei einer Temperatur von 1200 °C. Wenn diese Temperatur nicht erreicht wird, fällt die Glasur braun oder rot aus. Manche Oberflächen von Oribe-Keramik werden auch weiß gehalten oder mit durchsichtiger, klarer Glasur, die shino-Glasur versehen. 
- Grüne Oribe-Keramik (青織部, ao oribe) Keramik mit klassischer grüner Glasur und Unterglasurmalerei
- Rote Oribe-Keramik (鳴海織部, narumi oribe) aus weißem und rotem, bzw. eisenhaltigem Ton gefertigte und stellenweise mit grüner Glasur versehene Keramik
- Allgemeine, sprich grüne Oribe-Keramik (総織部, sō oribe) einheitlich grün glasierte Keramik
- Schwarze Oribe-Keramik (織部黒, oribeguro) schwarz glasierte Keramik mit unglasierten Stellen, die mit Malereien verziert sind[3]
- Shino-Oribe-Keramik (志野織部, shino oribe) ursprünglich die Vorstufe der Shino-Keramik; heute eine Keramik, die im Unterschied zur alten Shino-Keramik in modernen Mehrkammer-Hangöfen gebrannt wird

Oribe-Keramik zeichnet sich durch seine vielfältigen Formen und Variationen bei der Gestaltung der Oberflächen aus. Vielfach werden Schalen und Töpfchen, Tabakpfeifen und Kerzenhalter produziert, es entstehen aber auch Näpfe mit Henkeln und Deckeln. Die Oberfläche der Oribe-Keramik lässt sich durch die grünliche bis bläuliche Farbe und die unter Glasur aufgebrachten Verzierungen erkennen. Diese können der Natur entnommen (florale Verzierung) sein oder geometrische Muster etwa aus der Webtechnik zeigen oder eine Kombination von beidem sein.